# 小行星2596
小行星2596（2596 Vainu Bappu）是一颗围绕太阳公转的小行星。1979年5月19日，理察·馬丁·威斯特在拉西拉天文台发现了此天体。
該小行星以印度天體物理學家瓦伊努·巴普命名。
这颗小行星的绝对星等为253.83199等。